# Primo Baran
Primo Baran (ur. 1 kwietnia 1943 w Treviso) – włoski wioślarz, złoty medalista olimpijski.

## Kariera sportowa
Wystąpił na igrzyskach olimpijskich w Meksyku w 1968, gdzie Włosi w składzie: Primo Baran, Renzo Sambo i Bruno Cipolla (sternik) zdobyli złoty medal w dwójkach ze sternikiem. W finale o 1,99 sekundy wyprzedzili osadę Holandii i o 3,26 sekundy osadę Danii. Na rozgrywanych cztery lata później igrzyskach olimpijskich w Monachium startował w czwórkach bez sternika. Włosi nie awansowali do finału i ostatecznie zostali sklasyfikowani na dziesiątej pozycji. Brał też udział w igrzyskach olimpijskich w Montrealu w 1976, ponownie startując w dwójkach ze sternikiem. Włoska osada dotarła tam do finału, w którym zajęła piąte, przedostatnie miejsce.
Razem z Renzo Sambo i Enrico Pietropollim wywalczył brązowy medal w dwójkach ze sternikiem na mistrzostwach świata w Bledzie (1966).
W tej samej konkurencji zdobył również złoto na mistrzostwach Europy w Vichy (1967) oraz srebro na mistrzostwach Europy w Duisburgu (1965) i mistrzostwach Europy w Klagenfurcie (1969).
Po zakończeniu kariery był działaczem i trenerem w klubie Associazione Nazionale Dopolavoro Ferroviario Treviso.
W 2015 został odznaczony złotym medalem przez Włoski Narodowy Komitet Olimpijski.